# Dolichopeza adela
Dolichopeza adela är en tvåvingeart som beskrevs av Alexander 1949. Dolichopeza adela ingår i släktet Dolichopeza och familjen storharkrankar. Inga underarter finns listade i Catalogue of Life.